# 199
Правління Септімія Севера в Римській імперії.
У Китаї править династія Хань, в Індії — Кушанська імперія.

## Події
- Месопотамія розділена на дві провінції по Євфрату: Месопотамію і Осроену.
- Септімій Север бере в облогу місто-державу Хатра, але не може здолати опір захисників.
- Зеферин стає 15-тим Папою Римським.

## Померли
- Віктор I — Папа Римський